# Bakoven
Bakoven est un quartier périphérique balnéaire de la ville du Cap en Afrique du Sud. Dominé par la chaîne montagneuse des "12 apôtres" et situé au sud de Camps Bay, sur la côte atlantique, Bakoven est une station balnéaire aisée aux petites plages de sable blanc nichée au sein d'une crique naturelle et rocheuse.

## Démographie
Selon le recensement de 2011, le quartier compte 2 209 résidents, principalement issu de la communauté blanche (82,71%). Les noirs représentent 10,64% des habitants tandis que les coloureds, population majoritaire au Cap, représentent 3,40% des résidents
Les habitants sont à 72,54% % de langue maternelle anglaise, à 14,17% de langue maternelle afrikaans et à 1,73% de langue maternelle xhosa.

## Histoire

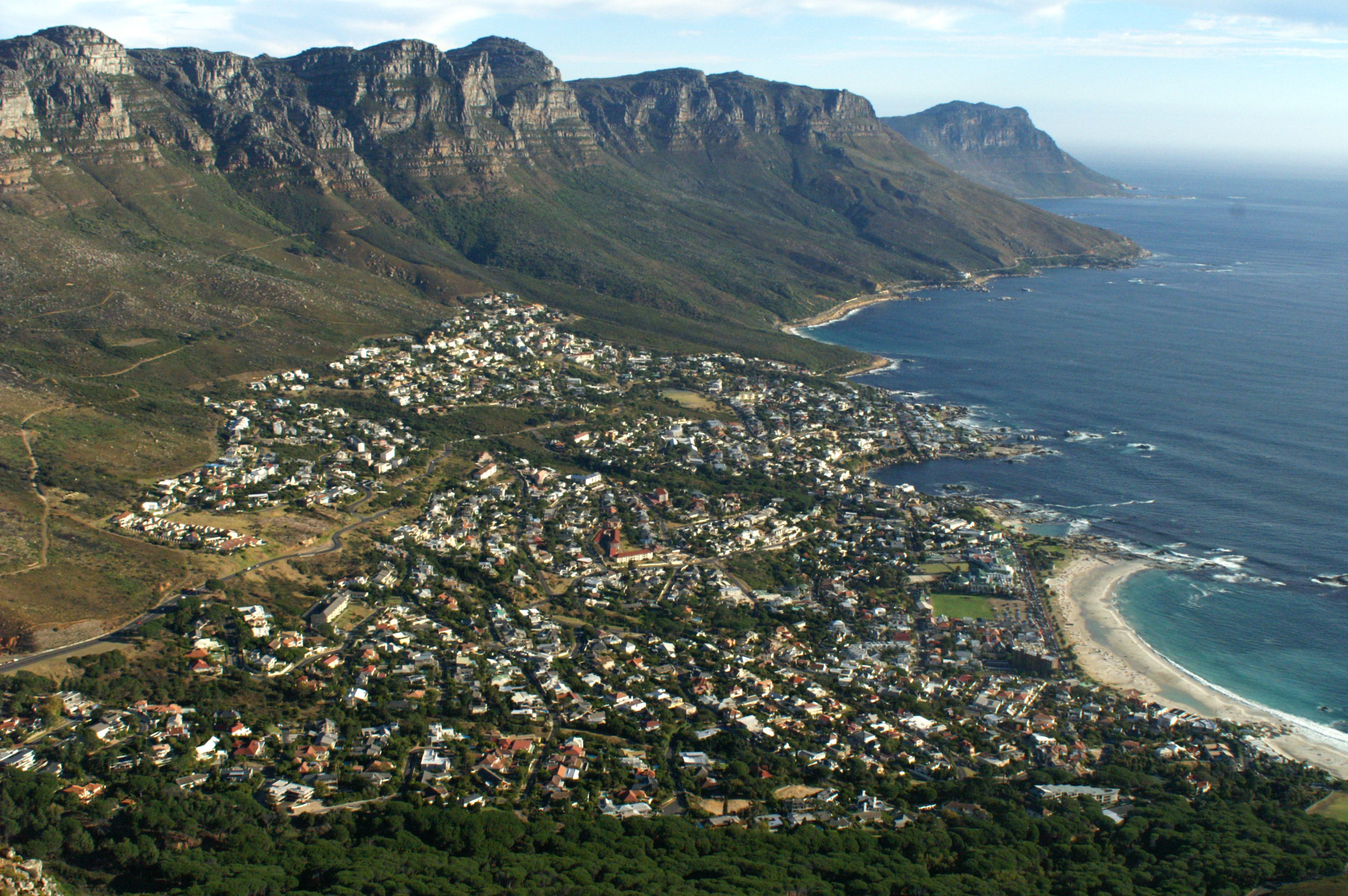
Vue sur Camps Bay et sa plage (au 1er plan) et Bakoven (au 2nd plan)

Les premiers résidents de Bakoven ont été les San (chasseurs-cueilleurs) et les Khoi. Lorsque Jan van Riebeeck établit un poste de ravitaillement dans la baie de la Table en 1652 pour le compte de la Compagnie néerlandaise des Indes orientales, l'arrière pays est recouverte de forêts et son littoral parcouru par les lions, les léopards et par les antilopes. Le secteur n'attire guère les fermiers et la baie n'est pas utilisable pour l'ancrage des bateaux. 
En 1713, la population Khoi est décimée par l'épidémie de rougeole et de variole qui ravage la péninsule. Les autorités coloniales confèrent alors plusieurs lopins de terres à des fermiers sur le secteur de Camps Bay. À la fin du XIXe siècle, la Baie devient un lieu de villégiature reliée au Cap par Victoria road. 
Au XXe siècle, Bakoven se développe au sud de Camps Bay dont elle constitue un prolongement urbain.

## Politique
Situé dans le 16ème arrondissement du Cap (subcouncil 16), Bakoven est inclus, au côté de Sea Point, Fresnaye, Bantry Bay, Robben Island, Signal Hill, Camps Bay, Clifton, Oudekraal et du secteur sud de Three Anchor Bay, dans le ward 54, un bastion politique de l'Alliance démocratique (DA).